# Jardin Compans-Caffarelli
Le jardin Compans-Caffarelli est un jardin public situé dans le quartier Compans-Caffarelli de Toulouse. Il a été créé en 1980 à l'initiative du maire Pierre Baudis et fait partie d'une opération d'urbanisme globale visant à remplacer le site des casernes de Compans-Cafferelli, abandonnées par l'armée.
D'une superficie de 10 hectares et inauguré en 1983, le jardin se compose d'un jardin japonais, d'un vaste plan d'eau avec jet d'eau près du canal du midi, et d'espaces dédiés aux villes jumelées avec Toulouse :
- pour Elche, un bassin, des palmiers, et un buste de la Dame d'Elche ;
- pour Kiev, une statue de Picasso ;
- pour Atlanta, une sculpture de phénix, en hommage à la catastrophe d'AZF[A 2].

Le jardin accueille aussi une allée en hommage au résistant républicain espagnol Francisco Ponzán Vidal, organisateur du groupe Ponzán depuis Toulouse pendant la Seconde Guerre mondiale, ainsi qu'une sculpture représentant Carlos Gardel; un dragon de fer, Tholus, œuvre de Tom Petrusson et une sculpture en hommage aux victimes de la traite négrière[réf. nécessaire].

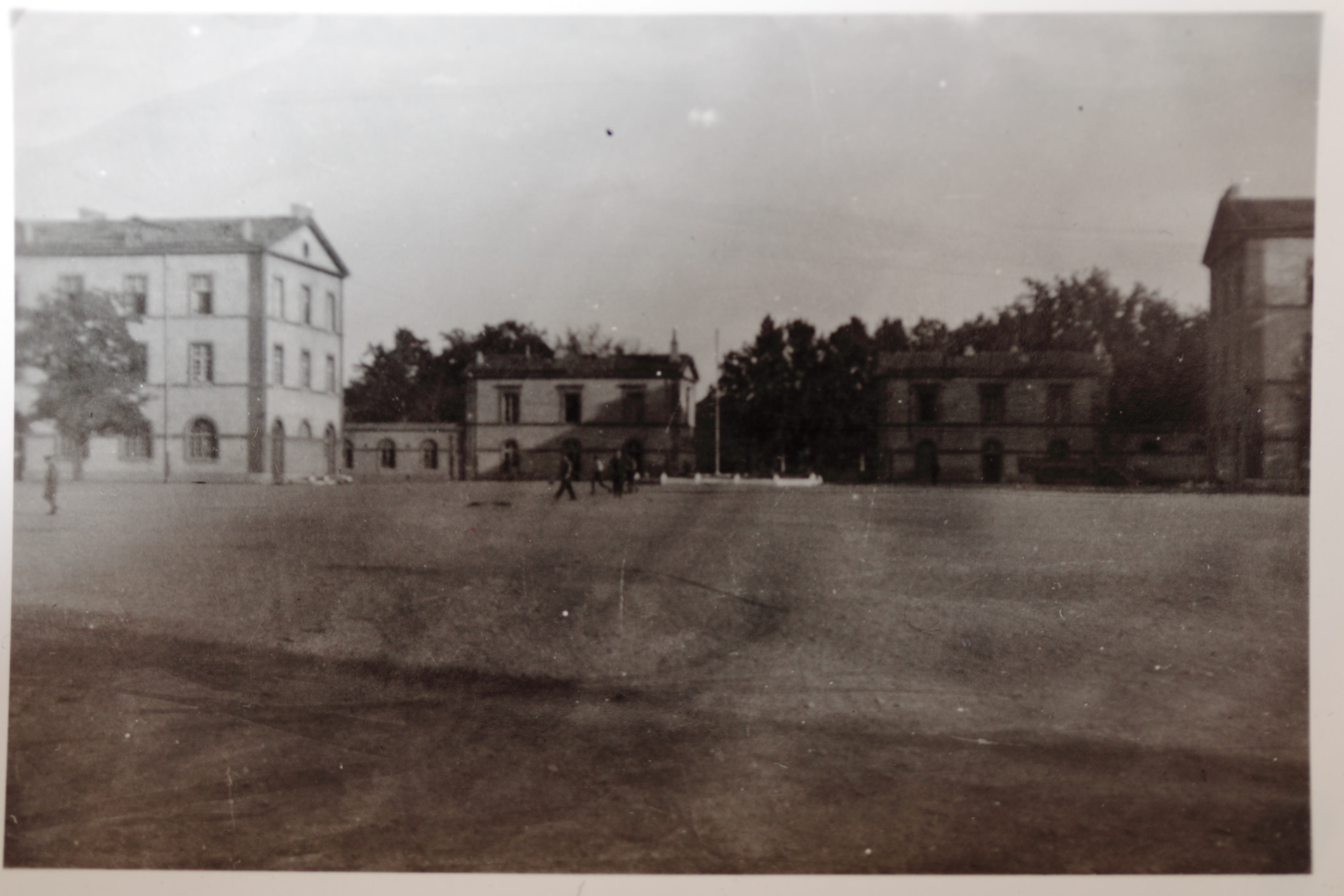
Anciennes casernes, à l'emplacement du jardin, en 1945.
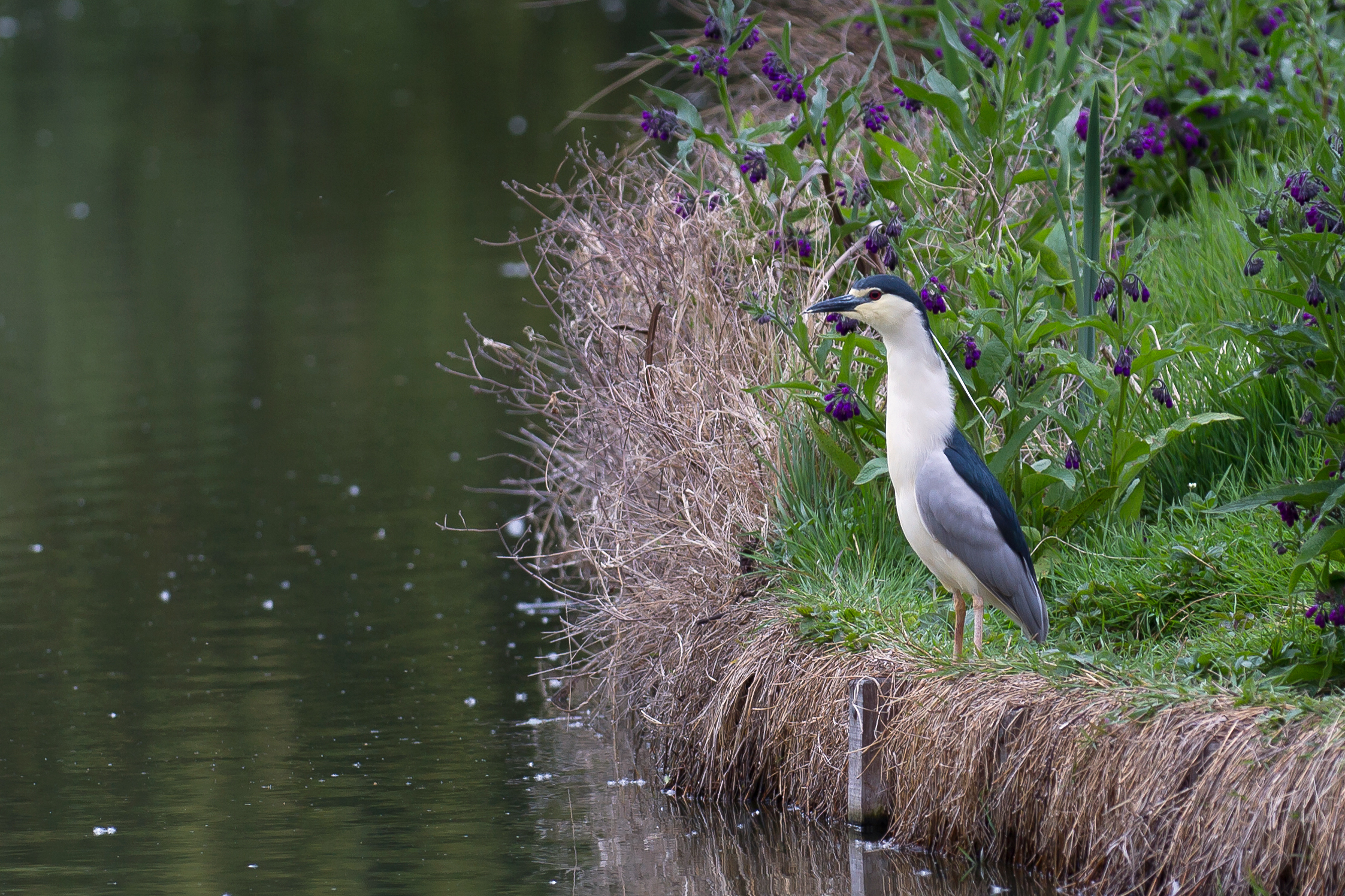
Bihoreau gris au bord du plan d'eau du jardin.
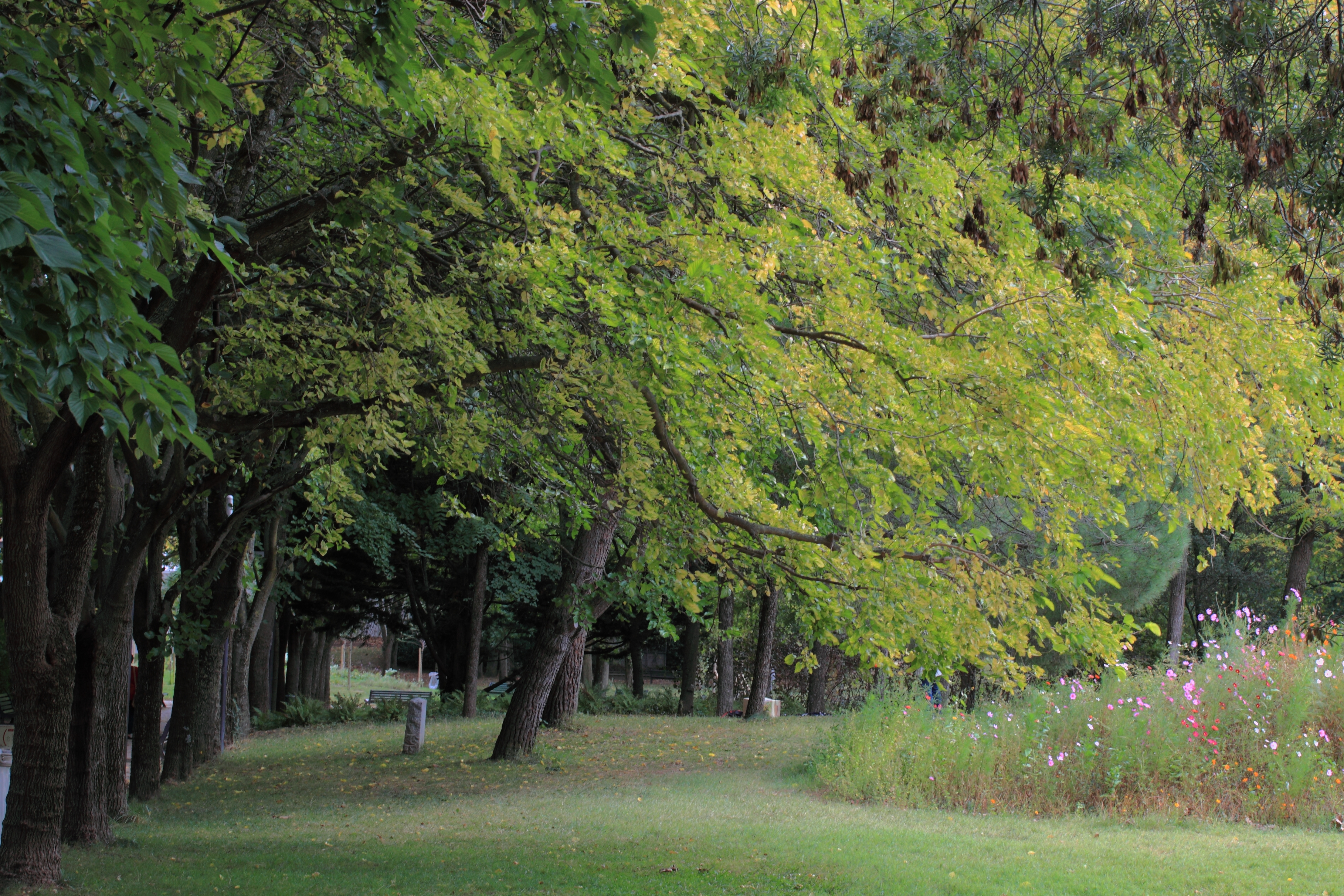
Allées du jardin avec, à droite, une prairie fleurie.
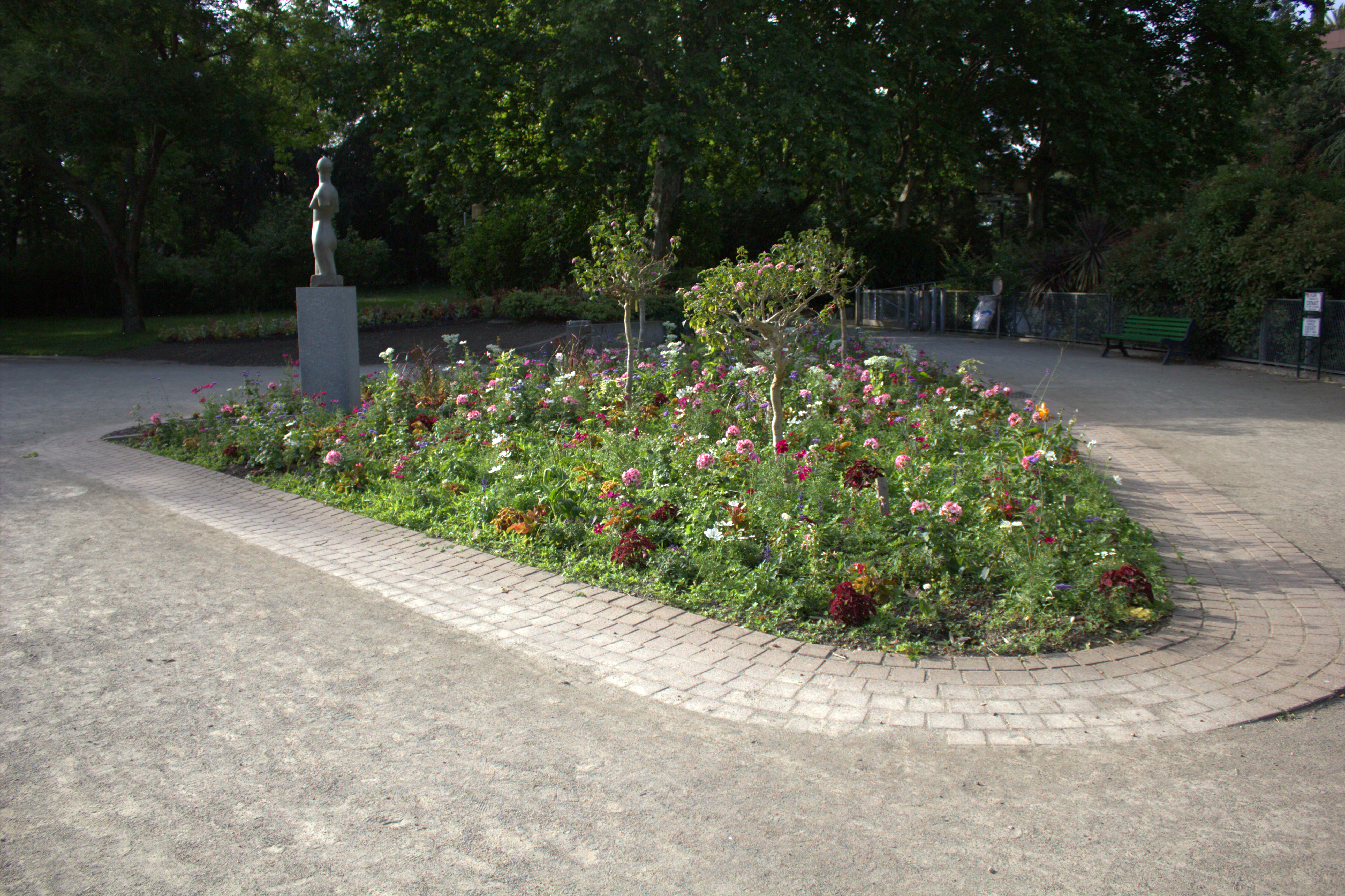
Parterre de fleurs avec la sculpture en hommage aux victimes de l'esclavage.
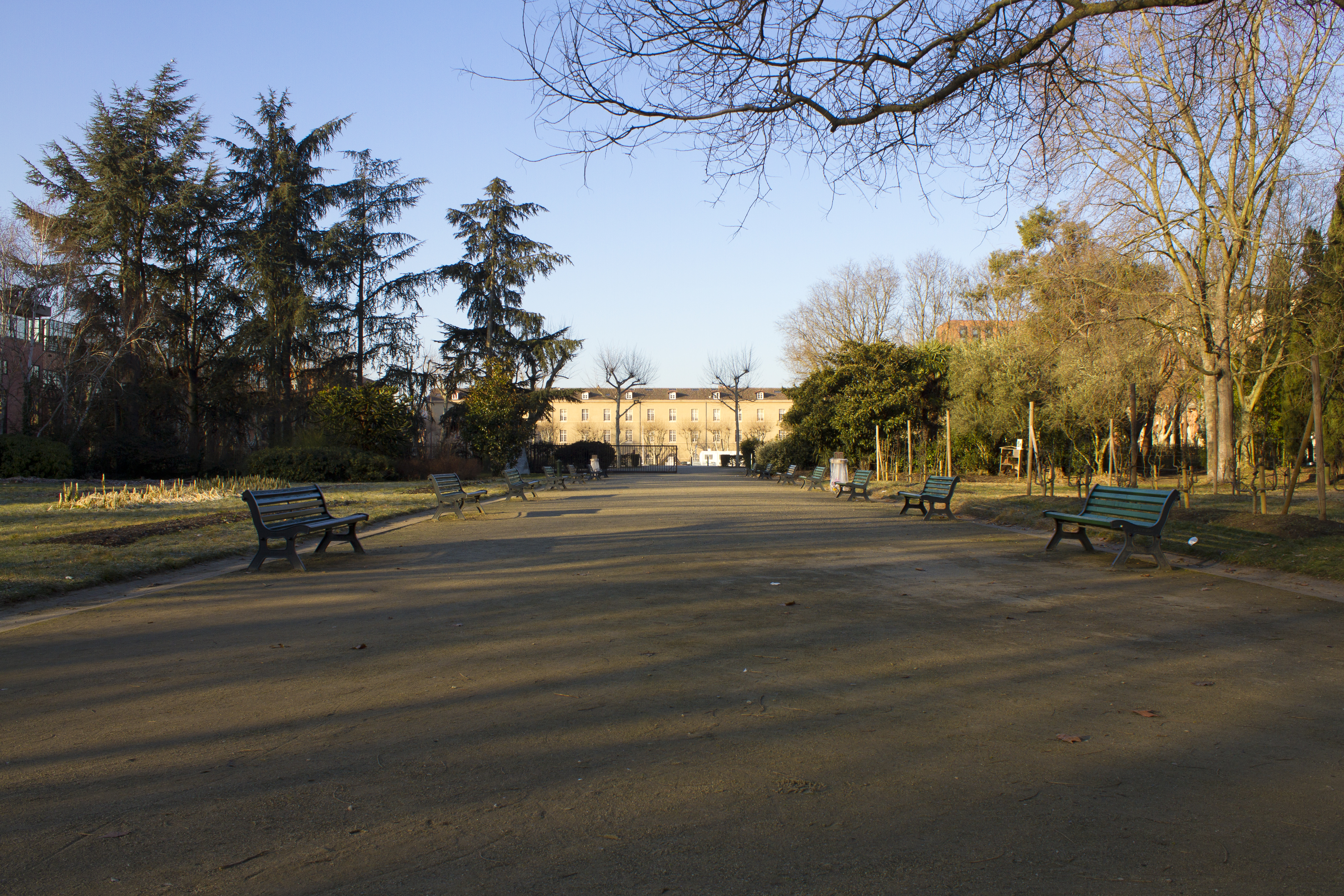
Allée du jardin. Au fond, ce qu'il reste des anciennes casernes.
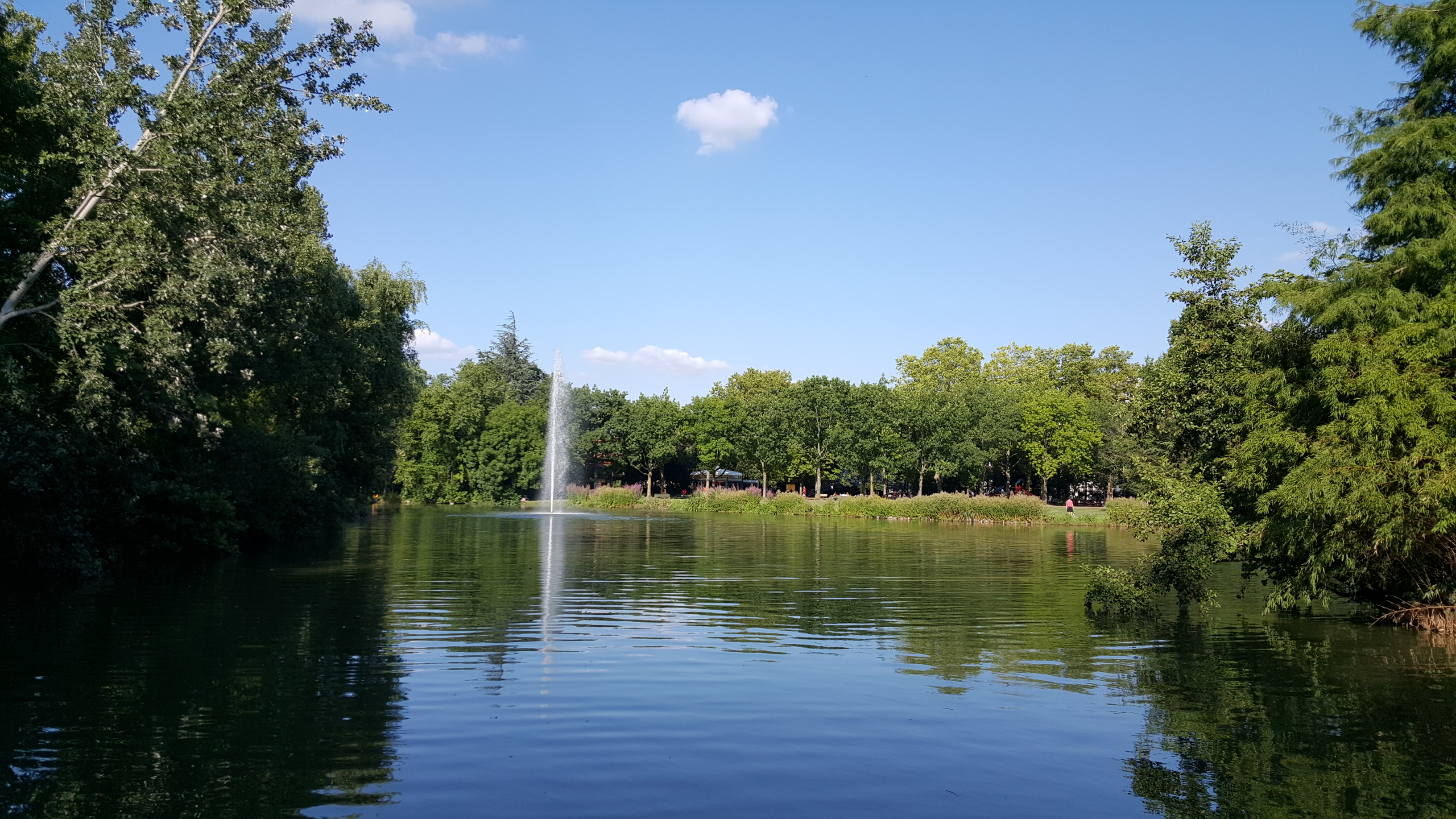
Le lac.
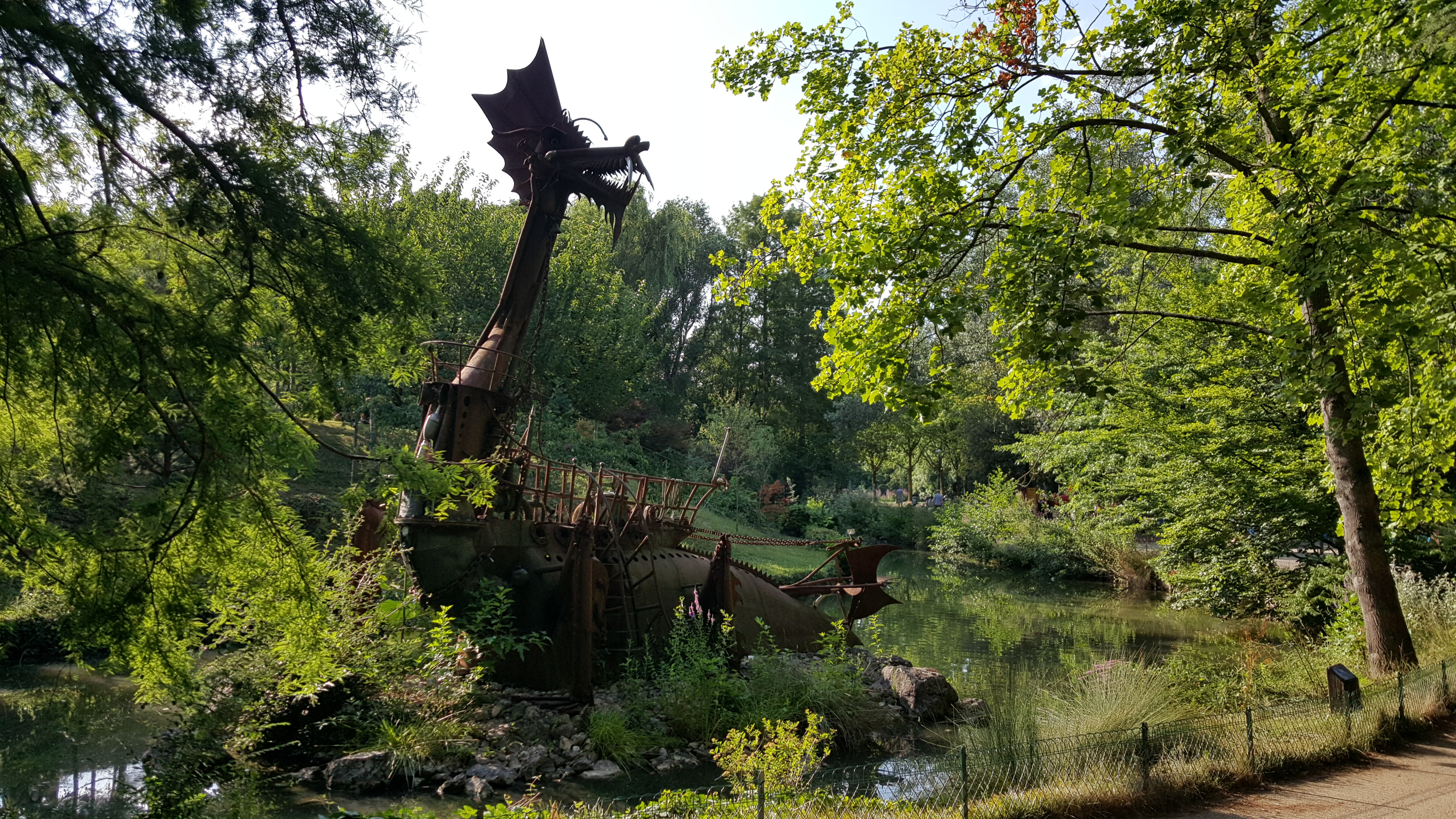
La sculpture bateau.

## Œuvres publiques
- monument à Taras Chevtchenko.
Durant l'été 2022, dans le contexte de l'invasion de l'Ukraine par la Russie et afin de lui assurer une meilleure visibilité dans la ville, le monument est déplacé à l'entrée sud du jardin Compans-Caffarelli. Il sert toujours de lieu de rassemblement à la communauté ukrainienne[1].